# Schlankloris

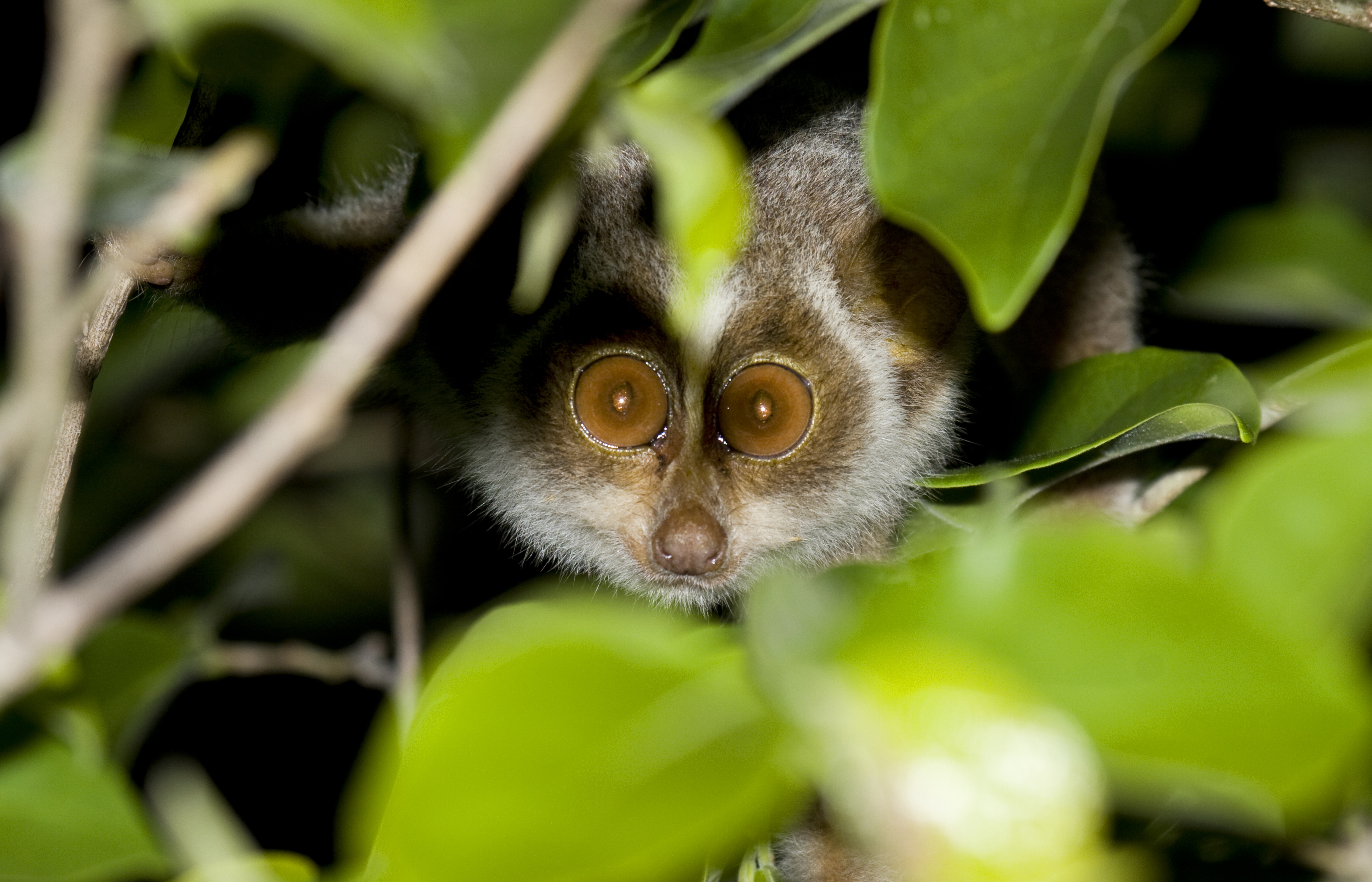
Schlanklori

Die Schlankloris (Loris) sind eine Primatengattung aus der Familie der Loris (Lorisidae) unter den Feuchtnasenaffen. Heute werden zwei Arten unterschieden, der Rote und der Graue Schlanklori.

## Merkmale
Schlankloris sind kleine, zierliche Primaten. Sie erreichen eine Kopfrumpflänge von 18 bis 26 Zentimeter, ein Schwanz ist nicht vorhanden. Ihr Gewicht beträgt 0,1 bis 0,3 Kilogramm. Ihr Fell ist an der Oberseite rötlich, braun oder grau gefärbt, der Bauch ist heller, oft hellgrau oder weißlich. Die Gliedmaßen sind sehr dünn, die zweiten Finger der Pfoten sind rückgebildet. Der Kopf ist durch die großen, rundlichen Augen charakterisiert, die von rotbraunen Feldern umgeben sind. Die Ohren sind abgerundet und am Rand unbehaart.

## Verbreitung und Lebensraum
Schlankloris sind im östlichen und südlichen Indien sowie auf der Insel Sri Lanka beheimatet. Ihr Lebensraum sind Wälder, wobei sie in verschiedenen Waldformen vorkommen können, bevorzugt aber Gebiete mit dichtem Unterholz bewohnen.

## Lebensweise
Diese Primaten sind nachtaktive Baumbewohner. Ihre Bewegungen sind langsam und bedächtig, dank ihrer modifizierten Pfoten haben sie einen festen, kaum zu lösenden Griff im Geäst. Sie sind sozialer als die anderen Loris, sie schlafen manchmal in Gruppen und interagieren auch während der nächtlichen Nahrungssuche manchmal.
Ihre Nahrung besteht vorwiegend aus Insekten. In geringem Ausmaß nehmen sie auch kleine Wirbeltiere sowie pflanzliches Material zu sich.
Das Männchen pflanzt sich mit den Weibchen fort, deren Reviere mit seinem überlappen. Nach rund 170-tägiger Tragzeit kommt in der Regel ein Jungtier zur Welt. Dieses wird nach sechs bis sieben Monaten entwöhnt und mit zehn Monaten geschlechtsreif. Die Lebenserwartung in menschlicher Obhut beträgt über 15 Jahre.

## Systematik
Es werden zwei Arten unterschieden:
- Der Rote Schlanklori (Loris tardigradus) ist auf Sri Lanka endemisch und hat ein rötliches oder rotbraunes Fell. Aufgrund der Zerstörung seines Lebensraumes gilt er laut der Roten Liste gefährdeter Arten der Weltnaturschutzunion IUCN als stark gefährdet (Endangered), die Gesamtpopulation wird auf weniger als 2500 ausgewachsene Tiere geschätzt.
- Der Graue Schlanklori (Loris lydekkerianus) ist die weitaus häufigere Art und unterscheidet sich vor allem in der graubraunen Fellfärbung. Die Art lebt in Indien und im Norden und Osten Sri Lankas. Er wird auch in der Roten Liste der IUCN geführt, aber als nicht gefährdet (Least Concern) bewertet.